# Église latine

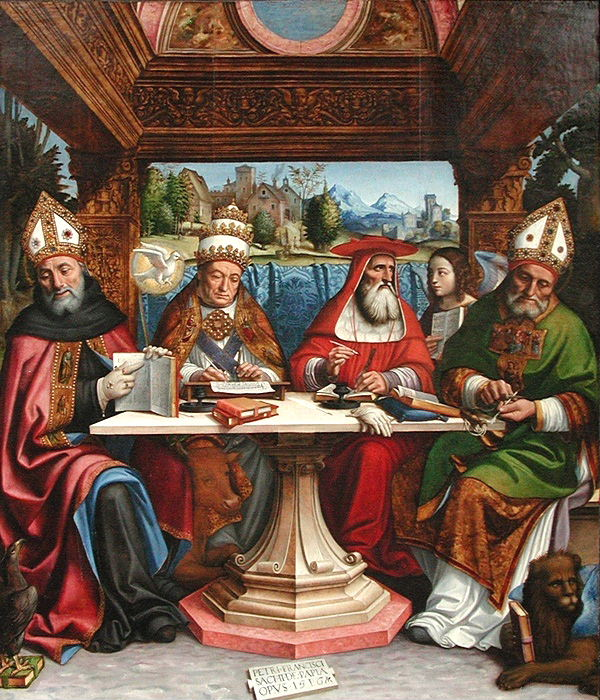
Les Quatre Docteurs de l'Église latine, par Pier Francesco Sacchi : Augustin avec l'aigle, Grégoire le Grand avec le taureau, Jérôme avec l'ange, Ambroise avec le lion ailé.

L'Église latine (en latin : Ecclesia latina) est la composante de tradition occidentale de l'Église catholique, la composante orientale étant constituée par les vingt-trois Églises dites catholiques orientales.

## Identité

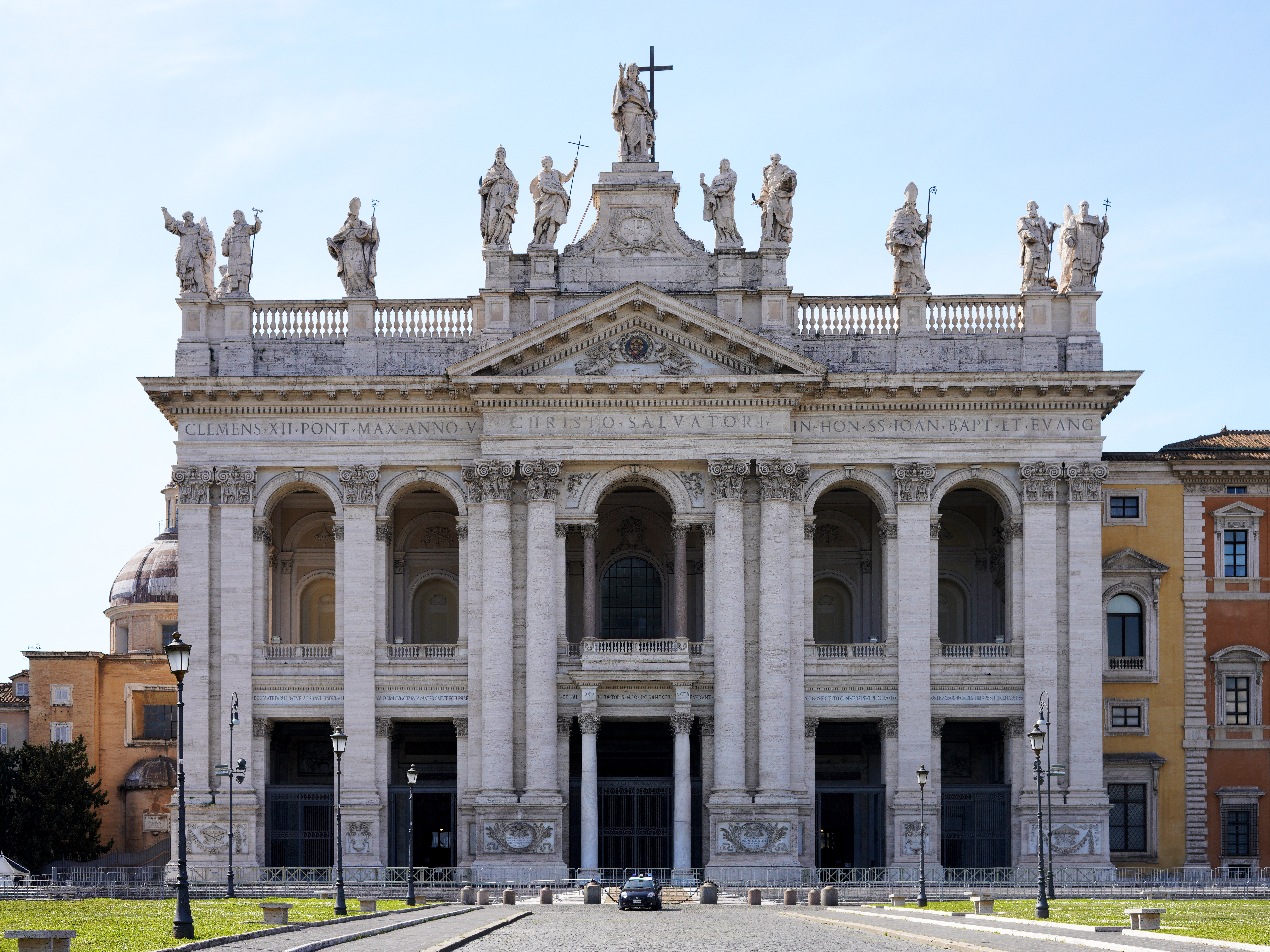
L'archibasilique Saint-Jean-de-Latran, siège de l'évêque de Rome.

L'Église latine est cette Église sui iuris de l'Église catholique qui s'est développée dans l'Empire romain d'Occident, où la langue latine était dominante, et qui s'est répandue après aux pays comme l'Irlande et l'Allemagne qui se sont convertis au christianisme et ont adopté la même langue comme langue cultuelle.
Elle a son propre Code de droit canonique, qui ne s'applique pas aux Églises catholiques orientales.
« Ces Églises particulières, aussi bien d’Orient que d'Occident, diffèrent pour une part les unes des autres par leurs rites, c’est-à-dire leur liturgie, leur discipline ecclésiastique et leur patrimoine spirituel, mais elles sont toutes confiées de la même façon au gouvernement pastoral du Pontife romain qui, de par la volonté divine, succède à saint Pierre dans la primauté sur l’Église universelle ».

## Relations avec d'autres Églises
La communion ecclésiastique a cessé entre l'Église latine et l'Église de l'Orient depuis le concile de Beth Lapat en 484.
En conséquence du concile de Chalcédoine de 451, il y a eu séparation entre l'Église latine et les Églises qui refusèrent ledit concile concernant la doctrine des deux natures du Christ.
La séparation des Églises d'Orient et d'Occident de 1054 a interrompu la communion de l'Église latine avec les Églises orthodoxes (chalcédoniennes).
D'autre part, il y a communion ecclésiastique entre d'une part l'Église latine et l'Église maronite et l'Église catholique syro-malabare (qui n'ont jamais connu une séparation de Rome) et, d'autre part, des Églises qui ont rétabli la communion après une interruption, comme l'Église grecque-catholique melkite et l'Église grecque-catholique ukrainienne. On les appelle collectivement les Églises catholiques orientales.

## Rites liturgiques latins

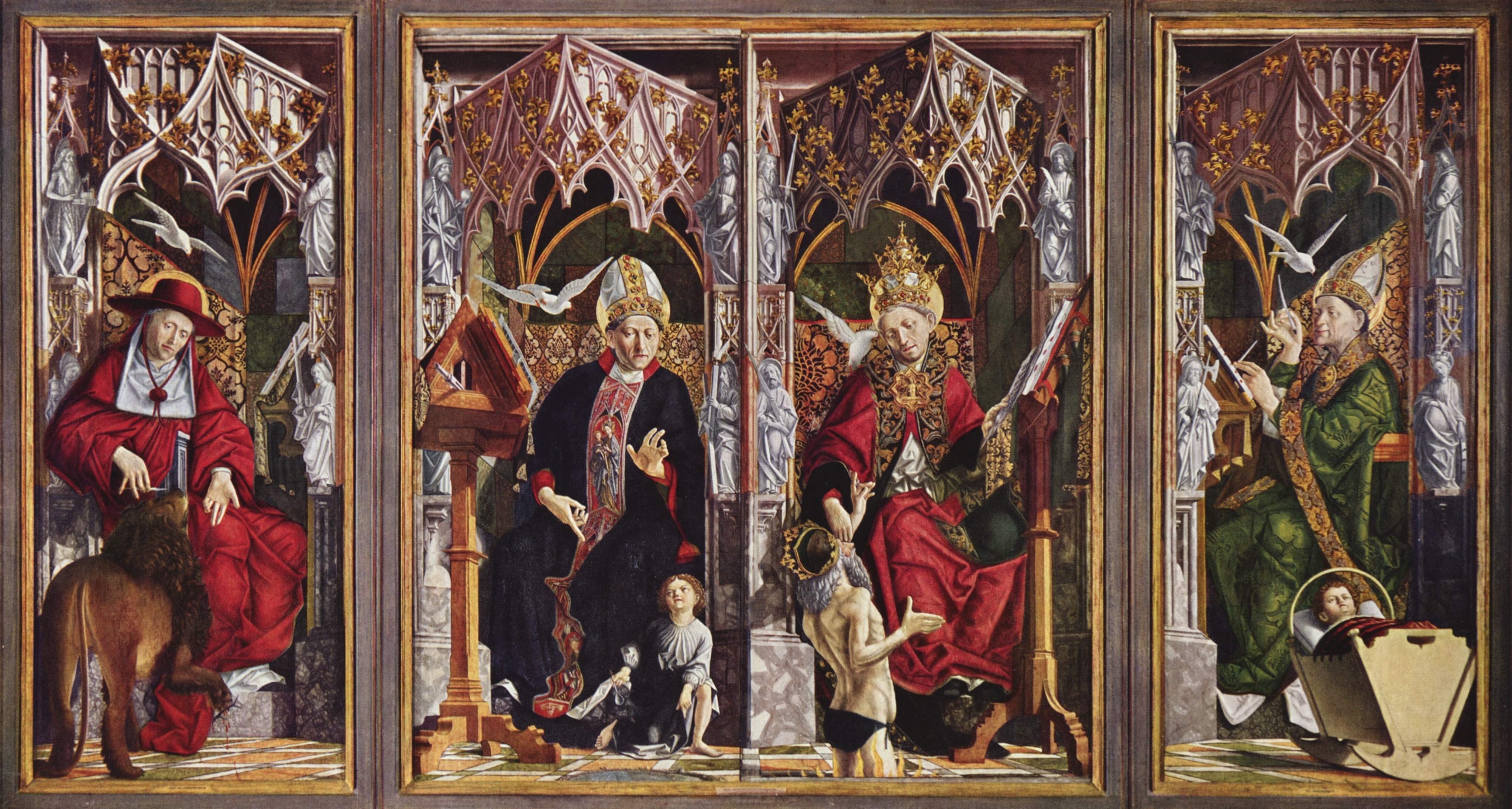
Michael Pacher (1435-1498), Retable des Pères de l'Église : Jérôme, Augustin, Grégoire et Ambroise, vers 1480, Alte Pinakothek, Munich.

Les Pères latins développèrent des réflexions théologiques originales qui, du fait de la langue utilisée, n'eurent que peu d'écho dans l’Orient grec. La scholastique a joué un rôle de grande importance dans la théologie médiévale de l'Église latine.
Parmi les rites liturgiques latins encore en usage, il existe, en plus du rite romain, le rite ambrosien, le rite de Braga, le rite mozarabe. Entre les rites des ordres religieux, il y a le rite cartusien, le rite dominicain et le rite prémontré. Autrefois, il y avait aussi le rite gallican, le rite celtique et le rite de Sarum.
Alors que, jusqu'au concile de Trente, la variété des usages et des rites diocésains dans l'Église latine était très grande, la tendance est ensuite à une uniformisation au profit du seul rite romain à la manière de la précédente forte uniformisation dans les Églises orthodoxes en communion avec le patriarche de Constantinople au profit du rite byzantin.
On parle quelquefois d'un « rite tridentin », mais improprement. Il s'agit d'une forme antérieure du rite romain, et le pape Benoît XVI a déclaré : « Il n'est pas convenable de parler de ces deux versions du Missel Romain comme s'il s'agissait de « deux Rites ». Il s'agit plutôt d'un double usage de l'unique et même Rite ».
Ce qu'on appelle le rite zaïrois est aussi une variante du rite romain.

## Églisesui iuris
On applique aussi à l'Église latine la notion d'Église sui iuris, ou de droit propre (en latin : Ecclesia sui iuris).
Des auteurs, tels John D. Faris, Jean-Paul Durand et René Metz, considèrent que l'Église latine est une Église sui iuris au sein de l'Église catholique,,,.
Neuf canons du Code des canons des Églises orientales (CCEO) — à savoir, les canons 37, 41, 207, 322 § 1, 432, 696 § 1-2, 860, 916 § 5 et 1465 — mentionnent nommément l'Église latine et s'appliquent à celle-ci,,,. Dans une note explicative, publiée le 8 décembre 2011, le Conseil pontifical pour les textes législatifs déclare que, « en dehors des canons [du CCEO] dans lesquels l'Église latine est explicitement mentionnée, on retrouve, à l'intérieur du même Code, d'autres canons dans lesquels elle est implicitement incluse, pourvu que l'on tienne compte du texte et du contexte de la norme, comme l'exige le canon 1499 du CCEO » et que, « en conséquence, on doit s'en tenir à la position selon laquelle l'Église latine est implicitement comprise chaque fois que le CCEO utilise explicitement l'expression Église sui iuris dans le contexte des relations interecclésiales ».